# Criteria for a Black Widow
Criteria for a Black Widow – siódmy album studyjny kanadyjskiej grupy muzycznej Annihilator. Wydawnictwo ukazało się 1 czerwca 1999 roku nakładem wytwórni muzycznej Roadrunner Records.

## Lista utworów
Opracowano na podstawie materiału źródłowego.
1. "Bloodbath" (muz. i sł. Bates, Waters) - 05:22
2. "Back to the Palace" (muz. i sł. Bates, Waters) - 05:34
3. "Punctured" (muz. i sł. Bates, Waters) - 05:50
4. "Criteria for a Black Widow" (muz. i sł. Waters) - 05:57
5. "Schizos (Are Never Alone) (Part III)" (muz. i sł. Waters) - 05:53
6. "Nothing Left" (muz. i sł. Bates, Waters) - 04:52
7. "Loving the Sinner" (muz. i sł. Waters) - 04:38
8. "Double Dare" (muz. i sł. Bates, Waters) - 05:27
9. "Sonic Homicide" (muz. i sł. Waters) - 04:31
10. "Mending" (muz. i sł. Waters) - 02:46

## Twórcy
Opracowano na podstawie materiału źródłowego.
- Randy Rampage – wokal prowadzący
- Jeff Waters – gitara prowadząca, gitara rytmiczna, gitara basowa, produkcja muzyczna
- Ray Hartmann – perkusja

## Wydania
| Rok  | Nr katalogowy | Format    | Wytwórnia          | Region   | Źródło |
| ---- | ------------- | --------- | ------------------ | -------- | ------ |
| 1999 | RR 8640-2     | CD, album | Roadrunner Records | Holandia | [ 4 ]  |